# Kitona
Kitona este un oraș din Republica Democrată Congo.